# Reminiscence
Reminiscence (estilizado como reminiscence) es el primer EP del grupo femenino surcoreano Everglow. El álbum fue lanzado el 3 de febrero de 2020 por Yuehua Entertainment y distribuido por Stone Music Entertainment, junto con su sencillo principal titulado «Dun Dun».

## Antecedentes y lanzamiento
El 20 de enero de 2020, Yuehua Entertainment reveló que Everglow lanzaría su primer miniálbum titulado Reminiscence, tras sus dos álbumes sencillos anteriores, Arrival of Everglow y Hush, ambos del 2019.
Las imágenes conceptuales del álbum se publicaron entre el 22 y el 24 de enero. La lista de canciones fue lanzada el 25 de enero, revelando que contendría cuatro pistas, las canciones «Salute», el sencillo principal «Dun Dun», «Player» y «No Lie».
El teaser del vídeo musical de «Dun Dun» fue lanzado el 29 de enero, mientras que el vídeo musical completo fue liberado a través de las redes sociales oficiales del grupo el 3 de febrero de 2020.

## Promoción
Estaba planificado que Everglow llevaría a cabo una presentación especial para sus fanáticos en vivo el día 3 de febrero, pero fue cancelada para el público debido a las preocupaciones sobre la prevención de la Pandemia de COVID-19. Finalmente realizaron una presentación sin público, donde interpretaron «Dun Dun» y «Salute».
El grupo comenzó a promover «Dun Dun» el 6 de febrero. Primero se presentaron en el programa de música de Corea del Sur M! Countdown del canal Mnet, donde interpretaron también la canción «Salute», seguido por actuaciones en los programas Music Bank, Show! Music Core e Inkigayo.
Después de su gira por los Estados Unidos, regresaron con una ronda final de promociones, interpretando «No Lie» y «Player».

## Lista de canciones
| CD/Descarga digital |           |            |                                                  |                         |          |  |
| N.º                 | Título    | Letras     | Música                                           | Arreglos                | Duración |  |
| 1.                  | «Salute»  | Lee Seuran | Olof Lindskog, Caesar & Loui, Hayley Aitken, 72  | OLLIPOP, Ludwig Lindell | 3:09     |  |
| 2.                  | «Dun Dun» | Seo Jieum  | Olof Lindskog, Gavis Jones, Hayley Aitken, 72    | Ollipop                 | 3:12     |  |
| 3.                  | «Player»  | Lee Bora   | Olof Lindskog, Ludwig Lindell, Hayley Aitken, 72 | Ollipop, Ludwig Lindell | 3:13     |  |
| 4.                  | «No Lie»  | Lee Seuran | Olof Lindskog, Gavin Jones, Hayley Aitken, 72    | Ollipop                 | 3:38     |  |
| 13:12               |           |            |                                                  |                         |          |  |